# Sawney Bean
Pour les articles homonymes, voir Bean.
Alexander « Sawney » Bean (parfois orthographié Beane) aurait été le chef d'un clan écossais de 48 membres, exécuté pour meurtre et cannibalisme durant le règne de Jacques Stuart, roi d'Écosse, d'Angleterre et d'Irlande.
L'histoire apparaît dans un ouvrage signé par le capitaine Charles Johnson, A General and True History of the Lives and Sections of the Most Famous Highwaymen, Murderers, Street–Robbers, &c., imprimé à Londres en 1734. Le récit du patriarche cannibale est ensuite repris dans The Newgate Calendar, catalogue de crimes de la prison londonienne de Newgate, avant de s'inscrire dans le folklore écossais et l'industrie touristique locale.
Les historiens contestent l'authenticité de l'existence de Beane et sa famille.

## Légende

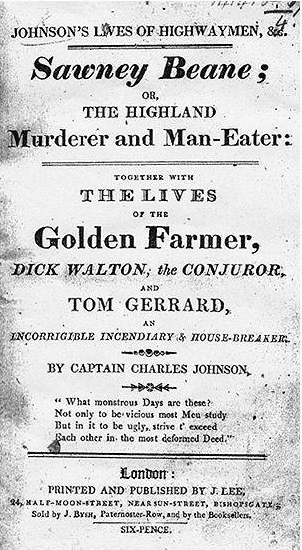
Couverture d'une édition partielle de l'ouvrage du capitaine Charles Johnson, consacrée notamment à l'histoire de Sawney Bean (XVIIIe siècle).

D’après The Newgate Calendar, Alexandre Bean serait né dans l'East Lothian au XVIe siècle. Son père était fossoyeur et tailleur de haies. Il épousa une femme qui partageait ses tendances, et le couple s’installa dans une grotte de la côte située sur une route entre les communes de Girvan et Ballantrae, non loin de Galloway (South Ayrshire) où ils vécurent près de 25 ans. 
Leurs nombreux enfants et petits-enfants naquirent majoritairement d’unions incestueuses.
La bande a compté jusqu'à huit fils, six filles, dix-huit petits-fils et quatorze petites-filles. Ils survécurent grâce à des embuscades, des enlèvements et autres meurtres de groupes. Les Bean n’étaient pas connus des villages voisins, leurs méfaits étaient pratiqués nuitamment et les restes retrouvés par les villageois sur les plages n’étaient pas chose rare ; par ailleurs, le lynchage de nombreux innocents par les citoyens n'a jamais réussi à arrêter ou dissuader les Bean.
Une nuit, les Bean embusquèrent un couple revenu d’une foire dont l’époux s’avéra un opposant féroce, pistolet et épée à la main. Les attaquants blessèrent mortellement l'épouse et le mari dut la vie sauve à l’arrivée d’un groupe de forains, qui mit les Bean en fuite : leur existence fut ainsi révélée à tous. Le roi Jacques VI eut bientôt écho de la bande et mit à leur poursuite une troupe de 100 à 400 hommes et plusieurs chiens, qui retrouvèrent la grotte des Bean à Bennane Head. 
Le clan fut capturé vivant et transporté, fers aux pieds, à la prison Tolbooth d’Édimbourg, puis à Leith ou Glasgow, où ils furent exécutés sans procès : on coupa les parties génitales des hommes, qui furent condamnés à saigner jusqu’à ce que mort s’ensuive. Les femmes et les enfants furent condamnés à assister au spectacle et brûlés vifs.
Girvan, ville située près de la grotte des crimes des Bean, possède son histoire de cannibalisme : une des filles des Bean avait quitté le clan et s'y était installée, où elle aurait planté le Hairy tree. Après la capture de sa famille, l’identité de la fille Bean fut révélée ; elle fut capturée et pendue au Hairy Tree.
On appelle parfois le père des Bean par le sobriquet Sawney qui est un surnom que l'on donnait aux Écossais dans la langue anglaise ; la tradition semble perdue.[réf. nécessaire]

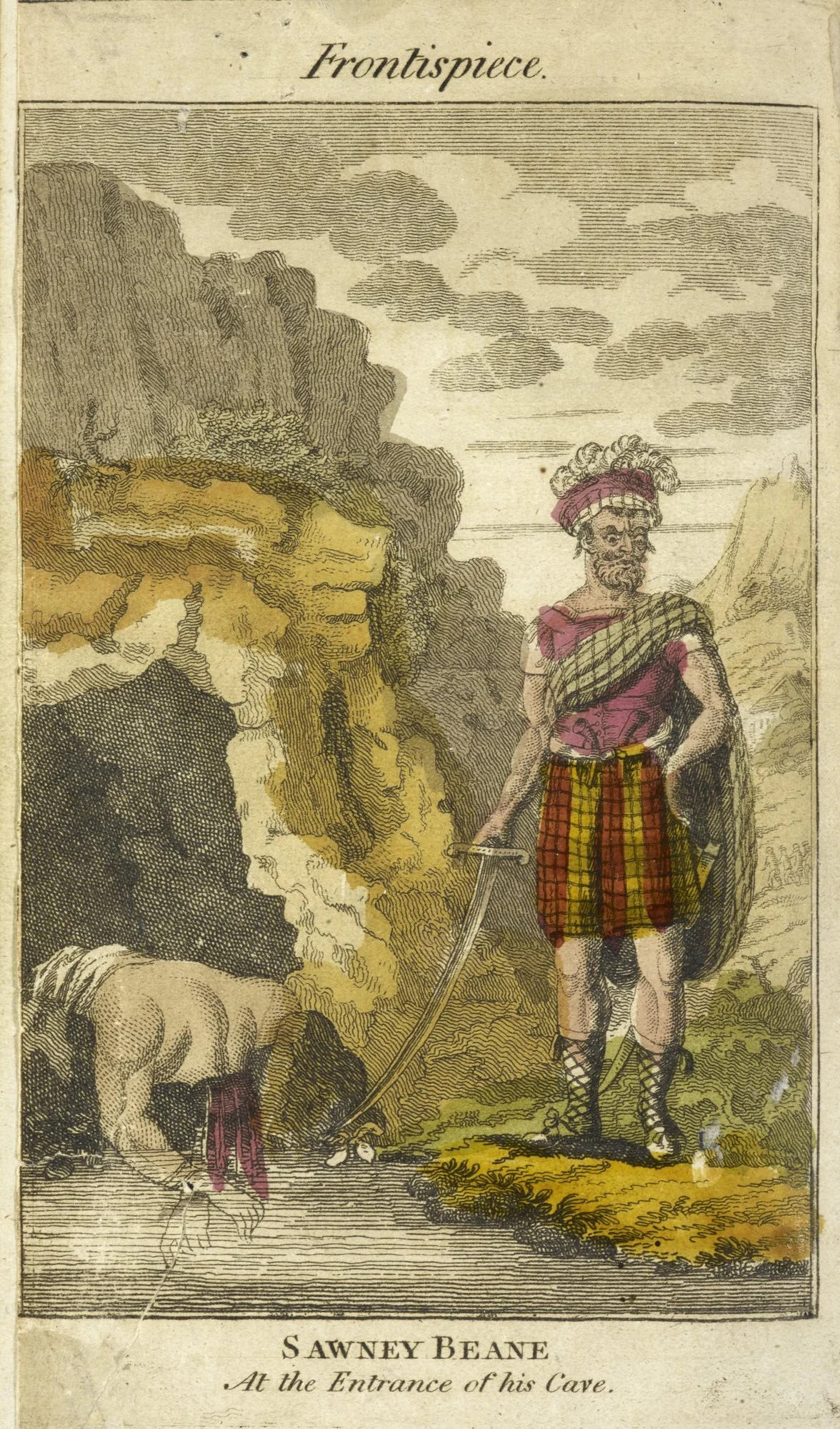
Gravure représentant Sawney Bean en costume traditionnel écossais.
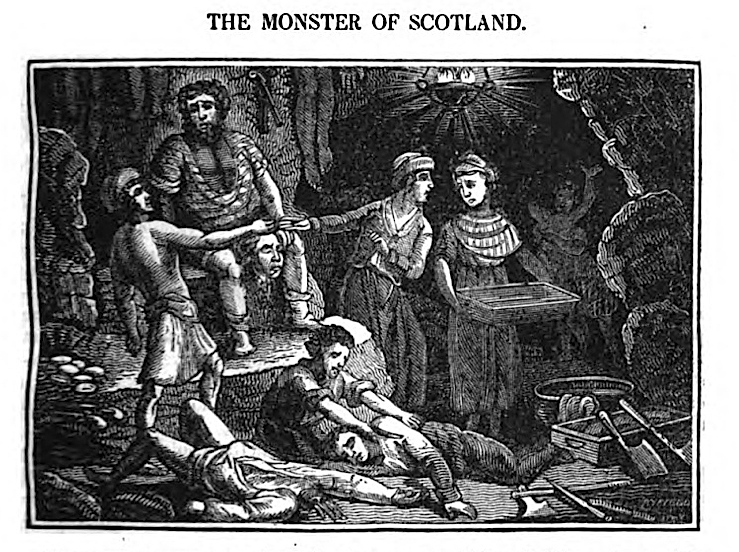
Le Monstre de l'Écosse, gravure de John Byfield, 1825.

## Évocations culturelles

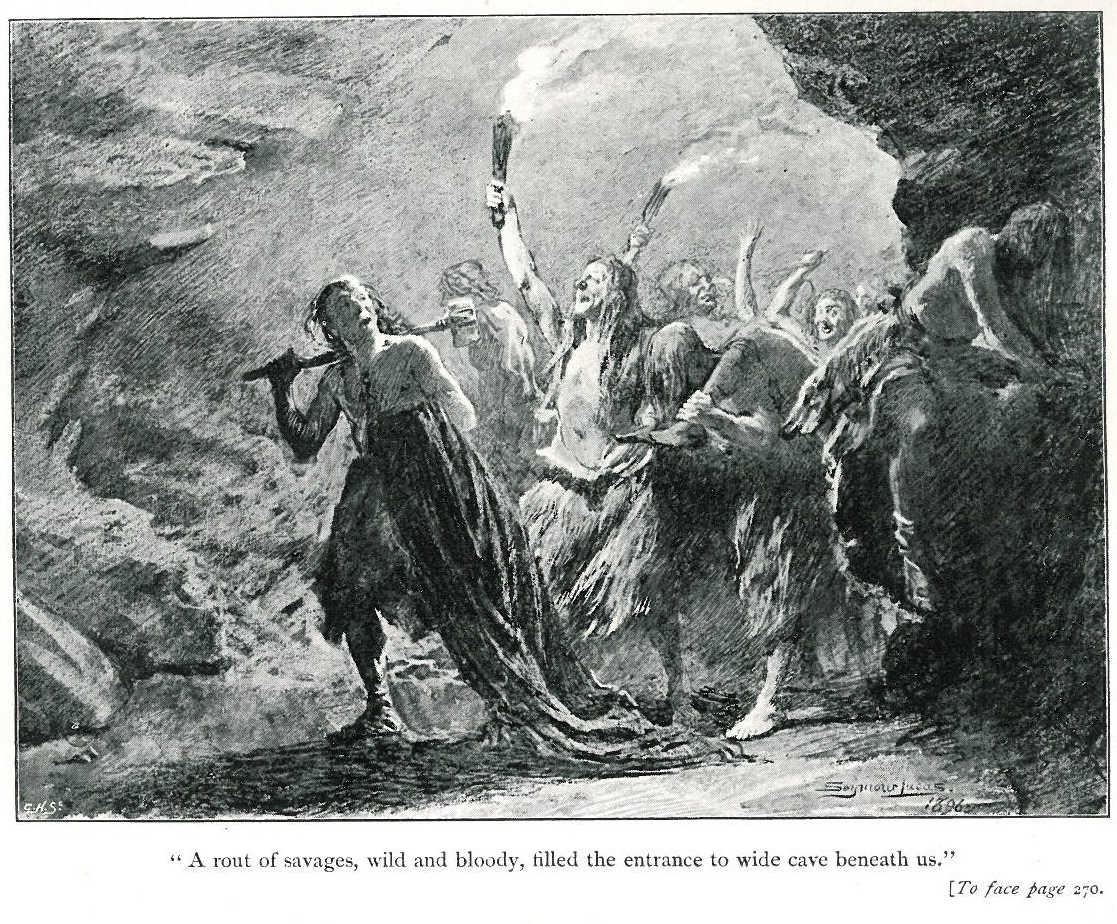
Le clan cannibale dans sa caverne.
Illustration de John Seymour Lucas pour le roman The Grey Man (1896) de Samuel Rutherford Crockett.

L'écrivain écossais Samuel Rutherford Crockett rédige son roman The Grey Man (1896) en se basant sur l'histoire de Sawney Bean. Cet auteur est le premier à situer le repaire de la famille cannibale à (ou près de) Bennane Head (en).
En Italie, l'éditeur Roberto Lerici (it) écrit La storia di Sawney Bean (it), un spectacle théâtral dont s'inspire le cinéaste Pier Paolo Pasolini pour l'épisode du cannibale dans le film Porcherie sorti en 1969.
Toujours au cinéma, le réalisateur Wes Craven se déclare fasciné par l'histoire du clan Bean, tant et si bien qu'il reprend le concept d'une famille ensauvagée et anthropophage dans son film La colline a des yeux (1977),. De même, les longs-métrages Vorace (1999) et Sawney : Flesh of Man (2012) puisent leur inspiration dans la légende des cannibales écossais.
Par ailleurs, le shōnen manga L'Attaque des Titans, écrit et dessiné par Hajime Isayama, dépeint un monde où les humains sont systématiquement dévorés par les « titans », de gigantesques créatures humanoïdes. Dans l'adaptation en série télévisée d'animation, la cheffe d'escouade Hansi Zoe raconte l'histoire de la tribu cannibale, puis surnomme deux titans capturés « Sawney » et « Bean »,.

### Sources primaires
- (en) « SAWNEY BEANE : An incredible Monster who, with his Wife, lived by Murder and Cannibalism in a Cave. Executed at Leith with his whole Family in the Reign of James I », The Newgate Calendar,‎ 1780 (lire en ligne).
- (en) The History of Sawney Beane and His Family : Robbers and Murderers, s.d., XVIIIe siècle.

### Littérature
- (en) Samuel Rutherford Crockett, The Grey Man, a novel, New York, Harper and Brothers, 1896, 406 p. (lire en ligne).